# پومالیدوماید
پومالیدوماید (انگلیسی: Pomalidomide؛ تلفظ انگلیسی: پامِـلیدوماید) با نام تجاری پومالیست (در آمریکا) و ایمنووید (در اتحادیه اروپا و روسیه)، یکی از مشتقات تالیدومید است که توسط شرکت سلژن عرضه می‌شود. این دارو ضد رگ‌سازی و تعدیل‌کنندهٔ پاسخ ایمنی است.
 سازمان غذا و داروی آمریکا در فوریهٔ ۲۰۱۳ میلادی، پومالیدوماید را جهت درمان موارد عودکننده یا مقاوم به‌درمان مولتیپل میلوما پذیرفت. این دارو در بیمارانی بکار می‌رود که دست‌کم دو درمان قبلی با دارویی چون لنالیدوماید و بورتزومیب دریافت داشته و نشانه‌هایی از پیشرفت بیماری ظرف ۶۰ روز پس از پایان دورهٔ قبلی درمان، از خود بروز داده‌اند. کمیسیون اروپا نیز پومالیدوماید را به‌همین منظور در اوت ۲۰۱۳ میلادی تأیید کرد.

## مکانیسم عمل
پومالیدوماید مستقیماً رگ‌سازی و رشد سلول‌های میلوما را مهار می‌کند. همچنین به‌نظر می‌رسد، پومالیدوماید موجب افزایش اینترفرون گاما، اینترلوکین ۲ و اینترلوکین ۱۰ شده و سطح اینترلوکین ۶ را کاهش می‌دهد.

## موارد احتیاط
پومالیدوماید موجب آسیب به جنین و بروز بیماری‌های مادرزادی می‌شود. به همین سبب لازم است اطمینان حاصل شود که خانم‌های مصرف‌کنندهٔ دارو، باردار نیستند. تمامی بانوانی که قرار است تحت درمان با این دارو باشند، باید ۲ آزمایش منفی حاملگی داشته باشند و از یک ماه قبل، از ۲ روش مؤثر همزمان برای جلوگیری از بارداری استفاده کنند و آنرا در حین درمان تا یک‌ماه پس از پایان درمان نیز ادامه دهند.
همچنین پومالیدوماید در منی مردان مصرف‌کننده موجود است؛ بنابراین، تمامی مصرف‌کنندگان مرد، از زمان شروع مصرف، تا ۲۸ روز پس از پایان آن، باید از کاندوم‌های لاتکسی بادوام برای مقاربت‌های جنسی‌شان استفاده کنند، حتی اگر قبلاً وازکتومی کرده و لوله‌هایشان را بسته باشند. مردانی که این دارو را مصرف می‌کنند، اجازهٔ اهدای اسپرم ندارند.